# Campeonato Rondoniense 1993
In 1993 werd het 47ste Campeonato Rondoniense gespeeld voor voetbalclubs uit de Braziliaanse staat Rondônia. De competitie werd georganiseerd door de FFER en werd gespeeld van 23 mei tot 9 december. Er werden twee toernooien gespeeld, omdat Ariquemes beide won was er geen finale om de titel meer nodig.

## Eerste toernooi

### Eerste fase

#### Noordelijke groep
| Plaats | Club        | Wed. | W | G | V | Saldo | Ptn. |
| ------ | ----------- | ---- | - | - | - | ----- | ---- |
| 1.     | Porto Velho | 6    | 3 | 2 | 1 | 7:5   | 8    |
| 2.     | Ariquemes   | 6    | 3 | 2 | 1 | 6:4   | 8    |
| 3.     | Ouro Preto  | 6    | 1 | 2 | 3 | 4:6   | 4    |
| 4.     | Jaru        | 6    | 1 | 2 | 3 | 3:5   | 4    |

|  | Geplaatst voor tweede fase |

#### Centrale groep
| Plaats | Club       | Wed. | W | G | V | Saldo | Ptn. |
| ------ | ---------- | ---- | - | - | - | ----- | ---- |
| 1.     | Ji-Paraná  | 6    | 4 | 2 | 0 | 9:4   | 10   |
| 2.     | Cacoal     | 6    | 3 | 1 | 2 | 9:7   | 7    |
| 3.     | Pimentense | 6    | 2 | 2 | 2 | 11:7  | 6    |
| 4.     | Grêmio     | 6    | 0 | 1 | 5 | 2:13  | 1    |

|  | Geplaatst voor tweede fase |

#### Zuidelijke groep
| Plaats | Club       | Wed. | W | G | V | Saldo | Ptn. |
| ------ | ---------- | ---- | - | - | - | ----- | ---- |
| 1.     | Vilhena    | 4    | 4 | 0 | 0 | 12:1  | 8    |
| 2.     | Operário   | 4    | 1 | 1 | 2 | 3:9   | 3    |
| 3.     | Cerejeiras | 4    | 0 | 1 | 3 | 3:8   | 1    |

|  | Geplaatst voor tweede fase |

### Tweede fase
| Team #1     | Tot.  | Team #2    | 1ste wed | 2de wed |
| ----------- | ----- | ---------- | -------- | ------- |
| Porto Velho | 2 - 3 | Ariquemes  | 1 - 0    | 1 - 3   |
| Cacoal      | 2 - 4 | Ji-Paraná  | 1 - 0    | 1 - 4   |
| Vilhena     | 0 - 2 | Ouro Preto | 0 - 0    | 0 - 2   |

### Derde fase
| Plaats | Club       | Wed. | W | G | V | Saldo | Ptn. |
| ------ | ---------- | ---- | - | - | - | ----- | ---- |
| 1.     | Ariquemes  | 4    | 2 | 1 | 1 | 7:5   | 5    |
| 2.     | Ji-Paraná  | 4    | 1 | 2 | 1 | 4:4   | 4    |
| 3.     | Ouro Preto | 4    | 1 | 1 | 2 | 4:6   | 3    |

|  | Geplaatst voor finale |

## Tweede toernooi

#### Noordelijke groep
| Plaats | Club        | Wed. | W | G | V | Saldo | Ptn. |
| ------ | ----------- | ---- | - | - | - | ----- | ---- |
| 1.     | Ouro Preto  | 6    | 3 | 1 | 2 | 8:6   | 7    |
| 2.     | Ariquemes   | 6    | 3 | 0 | 3 | 4:5   | 6    |
| 3.     | Jaru        | 6    | 2 | 2 | 2 | 8:5   | 6    |
| 4.     | Porto Velho | 6    | 2 | 1 | 3 | 8:12  | 5    |

|  | Geplaatst voor tweede fase |

#### Centrale groep
| Plaats | Club       | Wed. | W | G | V | Saldo | Ptn. |
| ------ | ---------- | ---- | - | - | - | ----- | ---- |
| 1.     | Grêmio     | 6    | 3 | 3 | 0 | 6:3   | 9    |
| 2.     | Pimentense | 6    | 3 | 1 | 2 | 6:4   | 7    |
| 3.     | Ji-Paraná  | 6    | 2 | 0 | 4 | 3:6   | 4    |
| 4.     | Cacoal     | 6    | 1 | 2 | 3 | 4:6   | 4    |

|  | Geplaatst voor tweede fase |

#### Zuidelijke groep
| Plaats | Club       | Wed. | W | G | V | Saldo | Ptn. |
| ------ | ---------- | ---- | - | - | - | ----- | ---- |
| 1.     | Vilhena    | 4    | 4 | 0 | 0 | 15:6  | 8    |
| 2.     | Cerejeiras | 4    | 1 | 1 | 2 | 6:7   | 3    |
| 3.     | Operário   | 4    | 0 | 1 | 3 | 4:12  | 1    |

|  | Geplaatst voor tweede fase |

### Tweede fase

#### Hoofdgroep
| Plaats | Club       | Wed. | W | G | V | Saldo | Ptn. |
| ------ | ---------- | ---- | - | - | - | ----- | ---- |
| 1.     | Ariquemes  | 8    | 5 | 2 | 1 | 10:3  | 12   |
| 2.     | Grêmio     | 8    | 4 | 2 | 2 | 16:12 | 10   |
| 3.     | Pimentense | 8    | 4 | 2 | 2 | 12:10 | 10   |
| 4.     | Ouro Preto | 8    | 3 | 1 | 4 | 12:10 | 7    |
| 5.     | Vilhena    | 8    | 0 | 1 | 7 | 2:17  | 1    |

|  | Geplaatst voor finale |

#### Herkwalificatie
| Plaats | Club        | Wed. | W | G | V | Saldo | Ptn. |
| ------ | ----------- | ---- | - | - | - | ----- | ---- |
| 1.     | Porto Velho | 6    | 3 | 3 | 0 | 9:2   | 9    |
| 2.     | Ji-Paraná   | 6    | 2 | 4 | 0 | 5:3   | 8    |
| 3.     | Cacoal      | 6    | 2 | 2 | 2 | 6:9   | 6    |
| 4.     | Jaru        | 6    | 0 | 1 | 5 | 3:9   | 1    |

|  | Geplaatst voor finale |

### Finale
|                              |             |       |           |  |
| 21 november Eerste wedstrijd | Porto Velho | 2 – 0 | Ariquemes |  |
| 21 november Eerste wedstrijd |             |       |           |  |

|                              |           |       |             |  |
| 25 november Tweede wedstrijd | Ariquemes | 1 – 0 | Porto Velho |  |
| 25 november Tweede wedstrijd |           |       |             |  |

|                            |           |       |             |  |
| 9 december Derde wedstrijd | Ariquemes | 1 – 1 | Porto Velho |  |
| 9 december Derde wedstrijd |           |       |             |  |

### Kampioen
| Campeonato Rondoniense de 1993 |
| Rondônia                       |
| ------------------------------ |
| ARIQUEMES Kampioen (1° titel)  |